# Люньи (Эна)
Люньи́ (фр. Lugny) — коммуна во Франции, находится в регионе Пикардия. Департамент коммуны — Эна. Входит в состав кантона Марль. Округ коммуны — Вервен.
Код INSEE коммуны — 02444.

## Население
Население коммуны на 2010 год составляло 126 человек.
| 1962 | 1968 | 1975 | 1982 | 1990 | 1999 | 2010 |
| ---- | ---- | ---- | ---- | ---- | ---- | ---- |
| 210  | 197  | 168  | 159  | 153  | 145  | 126  |

## Экономика
В 2010 году среди 82 человек трудоспособного возраста (15—64 лет) 52 были экономически активными, 30 — неактивными (показатель активности — 63,4 %, в 1999 году было 60,0 %). Из 52 активных жителей работали 44 человека (30 мужчин и 14 женщин), безработных было 8 (2 мужчин и 6 женщин). Среди 30 неактивных 9 человек были учениками или студентами, 8 — пенсионерами, 13 были неактивными по другим причинам.